# Michel Der Zakarian
Michel Der Zakarian (armenisch Միշել Տեր-Զաքարյան; * 18. Februar 1963 in Jerewan) ist ein ehemaliger armenischer Fußballspieler und heutiger -trainer, der auch die französische Staatsbürgerschaft besitzt. In seiner aktiven Zeit war er Verteidiger.

## Karriere

### Jugend
Im Alter von sechs Jahren begann Der Zakarian das Fußballspielen beim Marseiller Verein Vivaux Maronniers Sports. 1974 wechselte er zu AS Mazargues, ein Verein der sich ebenfalls in Marseille befindet. Dort blieb er fünf Jahre, bis ihn der Proficlub FC Nantes unter Vertrag nahm.

### Profimannschaften
1979 verpflichtet, spielte Der Zakarian in neun Jahren beim FC Nantes 140 mal und schoss dabei ein Tor. 1988 wechselte er zum damaligen Ligakonkurrenten Montpellier HSC. Dort beendete er auch zehn Jahre später seine Karriere als Aktiver. Er kam zu 233 Einsätzen und 15 Toren.

### Trainer
Nach seinem Karriereende bei Montpellier übernahm Der Zakarian zunächst die 3. Mannschaft, ehe er ab 1999 die 2. Mannschaft trainierte. 2006 war er kurzzeitig Trainer der 2. Mannschaft von Nantes, danach war er ein Jahr Co- und seit Februar 2007 Cheftrainer. Nach dem Wiederabstieg wechselte er im Sommer 2009 zu Clermont Foot. Im Jahre 2012 kehrte er erneut als Cheftrainer nach Nantes zurück, schaffte mit dem Team den Aufstieg in die Ligue 1 und konsolidierte den Klub im unteren Mittelfeld. Im April 2016 gab Der Zakarian bekannt, am Ende der Saison den Verein zu verlassen.
In der Spielzeit 2016/17 trainierte Der Zakarian Stade Reims, ehe er am Ende der Saison die erste Mannschaft des HSC Montpellier übernahm. Seit Juni 2021 arbeitete er bei Stade Brest, wo er am 11. Oktober 2022 nach nur sechs Punkten aus zehn Spielen auf dem letzten Tabellenplatz stehend entlassen wurde. Im Februar 2023 nahm der HSC Montpellier ihn erneut unter Vertrag. Im Oktober 2024 endete seine zweite Amtszeit in Montpellier nach einer 0:5-Heimniederlage gegen Olympique Marseille.